# Sasipapron Janthawisut
Sasipapron Janthawisut, född 10 juni 1997, är en volleybollspelare (vänsterspiker). 
Janthawisut spelar med Thailands landslag, och deltog bland annat vid VM 2022 och sydostasiatiska spelen 2023. På klubbnivå har hon spelat med klubbar i Thailand och Vietnam